# Inugami-san to Nekoyama-san
Inugami-san to Nekoyama-san (犬神さんと猫山さん, Inugami-san to Nekoyama-san) est une série de yonkomas yuris créés par Kuzushiro et prépubliés dans le magazine Comic Yuri Hime de Ichijinsha depuis le 18 novembre 2011 avant d'être publié en tankōbons. Une adaptation en série anime produite par Seven a été diffusée au Japon entre le 10 avril 2014 et le 26 juin 2014.

## Synopsis
Yachiyo Inugami est une fille qui a un comportement proche de celui d'un chien et qui adore les chats, alors que Suzu Nekoyama est l'inverse, elle a un comportement de chat et aime les chiens. Lorsque les deux filles se rencontrent, une attraction instantanée se forme entre elles. L'histoire suit la relation des deux filles et d'autres personnages personnifiant eux aussi divers autres animaux.

## Personnages
Yachiyo Inugami (犬神 八千代, Inugami Yachiyo)
Voix japonaise : Sumire Uesaka
Une jeune fille de 16 ans. Bien qu'elle ai un nom et une personnalité évoquant le chien (inu), c'est une amoureuse des chats. Elle est quelque peu perverse et masochiste. Dans l'anime, quand elle est heureuse ou excitée, sa queue de cheval se balance comme la queue d'un chien. Elle apparaît parfois avec des oreilles de chien qui tombent quand elle triste.
Suzu Nekoyama (猫山 鈴, Nekoyama Suzu)
Voix japonaise : Nao Tōyama
Du même âge que Yachiyo, mais plus petite, elle est son exacte opposée car elle a une personnalité et un nom évoquant le chat (neko), alors qu'elle aime les chiens.
Aki Hiiragi (柊木 秋, Hiiragi Aki)
Voix japonaise : Yuka Ōtsubo
L'amie de Yachiyo et la camarade de classe de Suzu. Posée et pragmatique, elle fait de son mieux pour ramener la relation de Yachiyo et Suzu à la réalité.
Mikine Nezu (杜松 美希音, Nezu Mikine)
Voix japonaise : Sayaka Horino
La camarade de classe de Yachiyo qui, comme une souris, a tendance à vivre la nuit et manger beaucoup de fromage. Elle est membre du club de biologie et fait partie avec Nekoyama de « l'alliance des toutes petites lycéennes ».
Yukiji Ushiwaka (牛若 雪路, Ushiwaka Yukiji)
Voix japonaise : Aoi Fujimoto
Une amie plus âgée de Mikine dans le club de biologie, qui comme son nom l'indique (ushi) est pourvue d'un comportement paisible de vache et d'une ample poitrine.
Sora Sarutobi (猿飛 空, Sarutobi Sora)
Voix japonaise : Shoko Nagahiro
La présidente de la classe de Yachiyo. Elle déteste qu'on fasse référence à elle comme d'un singe à cause de son nom (saru), bien qu'elle affiche certains traits de l'animal ici et là (on la voit notamment manger une banane).
Hibari Torikai (鳥飼 ひばり, Torikai Hibari)
Voix japonaise : Erii Yamazaki
L'amie d'enfance de Sora. Elle a les traits d'un oiseau (tori) et est souvent absente de l'école à cause de sa santé fragile.
Tamaki Nekoyama (猫山 珠喜, Nekoyama Tamaki)
Voix japonaise : Hitomi Harada
La grande sœur de Suzu qui sort souvent avec plusieurs femmes et a constamment la gueule de bois.

## Médias

### Manga
Inugami-san to Nekoyama-san a débuté comme une série de yonkomas yuris créés par Kuzushiro. Le manga est prépublié dans le magazine Comic Yuri Hime de Ichijinsha depuis le 18 novembre 2011. La série est également publiée sur le magazine de mangas en ligne de Niconico, Niconico Yuri Hime, depuis le 18 février 2013. Les planches ont été regroupées en six tankōbons publiés sous la marque d'impression Yuri Hime Comics.

#### Liste des volumes
| no | Japonais         | Japonais          | Français          | Français          |
| no | Date de sortie   | ISBN              | Date de sortie    | ISBN              |
| -- | ---------------- | ----------------- | ----------------- | ----------------- |
| 1  | 18 janvier 2013  | 978-4-7580-7224-3 | 24 septembre 2014 | 978-2-3518-0839-9 |
| 2  | 18 novembre 2013 | 978-4-7580-7279-3 | 6 décembre 2014   | 978-2-3518-0840-5 |
| 3  | 18 avril 2014    | 978-4-7580-7299-1 | 27 octobre 2016   | 978-2-3518-0887-0 |
| 4  | 18 mars 2015     | 978-4-7580-7398-1 | 29 septembre 2017 | 978-2-3750-6042-1 |
| 5  | 18 juin 2016     | 978-4-7580-7541-1 |                   |                   |
| 6  | 3 août 2017      | 978-4-7580-7698-2 |                   |                   |

### Anime
Une adaptation en série animée a été diffusée au Japon entre le 10 avril 2014 et le 26 juin 2014 sur TVS, puis rediffusée sur KBS, TVK, AT-X et SUN-TV. La série a également été simulcasté sur Niconico, Bandai Channel et Crunchyroll. L'adaptation a été produite et réalisée par Shinpei Nagai du studio Seven,. Le générique de fin Déclaration de Soumission♡Absolue (絶対♡服従宣言, Zettai♡Fukujū Sengen) est interprété par Sumire Uesaka et Nao Tōyama. La série est sortie le 18 juillet 2014 en Blu-ray et DVD incluant un épisode inédit,.

#### Liste des épisodes
| No | Titre français                                   | Titre japonais             | Titre japonais                             | Date de 1re diffusion |
| No | Titre français                                   | Kanji                      | Rōmaji                                     | Date de 1re diffusion |
| --- | ------------------------------------------------ | -------------------------- | ------------------------------------------ | --------------------- |
| 1 | Inugami et Nekoyama                              | 犬神さんと猫山さん         | Inugami-san to Nekoyama-san                | 10 avril 2014         |
| Yachiyo Inugami est une fille qui a un comportement proche de celui d'un chien et qui adore les chats, alors que Suzu Nekoyama est l'inverse, elle a un comportement de chat et aime les chiens. Une fois qu'elles ont été présentées par une amie commune, Aki Hiiragi, les deux filles sont prises d’intérêt l'une pour l'autre. Plus tard, Yachiyo emmène Suzu chez elle pour lui montrer ses trois chiots. |                                                  |                            |                                            |                       |
| 2 | Ushiwaka et Nezu                                 | 牛若さんと杜松さん         | Ushiwaka-san to Nezu-san                   | 17 avril 2014         |
| Yachiyo apprend à connaître sa camarade de classe Mikine Nezu, qui a quant à elle des tendances de souris. Plus tard, Mikine emmène Yachiyo et Suzu au laboratoire de biologie pour leur faire rencontrer Yukiji Ushikawa, une des élèves plus âgées qui a les traits d'une vache. |                                                  |                            |                                            |                       |
| 3 | Nekoyama et le thé à l'herbe aux chats           | 猫山さんとまたたび茶       | Nekoyama-san to matatabi-cha               | 24 avril 2014         |
| Yachiyo apporte du thé relevé avec du saké, espérant qu'en le buvant Suzu devienne docile et affectueuse. Toutefois, quand Aki renverse le thé sur Suzu en essayant d'empêcher Yachiyo d'accomplir son plan, elle devient bien plus "affectueuse" que voulu. |                                                  |                            |                                            |                       |
| 4 | Nekoyama et les lunettes                         | 猫山さんとメガネ           | Nekoyama-san to megane                     | 1er mai 2014          |
| Après un examen de la vue, Yachiyo et Aki accompagnent Suzu chez un opticien pour lui trouver une nouvelle paire de lunettes. |                                                  |                            |                                            |                       |
| 5 | Nekoyama et le karaoké                           | 猫山さんとカラオケ         | Nekoyama-san to karaoke                    | 8 mai 2014            |
| Ne voulant pas que Yachiyo soit témoin de son premier karaoké, Suzu y va avec Mikine pour s’entraîner. |                                                  |                            |                                            |                       |
| 6 | Le jour férié d’Inugami et Nekoyama              | 犬神さんと猫山さんと休日   | Inugami-san to Nekoyama-san to kyūjitsu    | 15 mai 2014           |
| Alors qu'elle fait une course pour sa sœur Tamaki, Suzu renconre Yachiyo avec Aki et sa petite sœur alors qu'elles font du shopping. |                                                  |                            |                                            |                       |
| 7 | Inugami et Sarutobi                              | 犬神さんと猿飛さん         | Inugami-san to Sarutobi-san                | 22 mai 2014           |
| La représentante de la classe, Sora Sarutobi a du mal à gérer le comportement de Yachiyo. |                                                  |                            |                                            |                       |
| 8 | Nekoyama et Torikai                              | 猫山さんと鳥飼さん         | Nekoyama-san to Torikai-san                | 29 mai 2014           |
| Suzu et Yachiyo rencontrent l'amie d'enfance de Sora, Hibari Torikai, qui a été absente de l'école pendant un moment. |                                                  |                            |                                            |                       |
| 9 | Inugami et la dispute de couple                  | 犬神さんと痴話喧嘩         | Inugami-san to chiwagenka                  | 5 juin 2014           |
| Yachiyo et Suzu se retrouvent à se disputer, et Aki réalise vite que ce n'est rien d'autre qu'une querelle d'amoureuses. |                                                  |                            |                                            |                       |
| 10 | Nekoyama et l'ouverture de la piscine            | 猫山さんとプール開き       | Nekoyama-san to pūru biraki                | 12 juin 2014          |
| Alors que la piscine de l'école est ouverte, Suzu est réticente à l'idée d'aller dans l'eau avec Yachiyo. |                                                  |                            |                                            |                       |
| 11 | Nekoyama et le jour de grippe                    | 猫山さんと風邪の日         | Nekoyama-san to kaze no hi                 | 19 juin 2014          |
| Suzu attrape un rhume, ce qui lui fait avoir un rêve étrange impliquant Yachiyo. |                                                  |                            |                                            |                       |
| 12 | Le festival d'été d'Inugami et Nekoyama          | 犬神さんと猫山さんと夏祭り | Inugami-san to Nekoyama-san to natsuyasumi | 26 juin 2014          |
| Les filles vont à un festival estival où elles regardent un feu d'artifice ensembles. |                                                  |                            |                                            |                       |
| 13 (OVA) | Nekoyama-san et les vacances aux sources chaudes | 猫山さんと温泉旅行         | Nekoyama-san to onsen ryokō                | 18 juillet 2014       |
| Aki gagne des tickets pour une auberge avec une source chaude et invite Suzu à venir avec elle, alors que Yachiyo décide de s'inviter d'elle même. |                                                  |                            |                                            |                       |